# Henryk Jasiak
Henryk Jasiak (ur. 29 lutego 1936 w Konstantynowie, zm. 12 grudnia 2008 w Warszawie) – dziennikarz i autor książek poświęconych kulturystyce, propagator tej dyscypliny w Polsce. Absolwent warszawskiej AWF i Studium Dziennikarskiego Uniwersytetu Warszawskiego.

## Życiorys
Sportem zainteresował się we wczesnej młodości pod wpływem Edmunda Piątkowskiego. Uprawiał podnoszenie ciężarów i rzut młotem (Mistrz Warszawy w podnoszeniu ciężarów z 1957 roku i członek kadry narodowej w obydwu tych dyscyplinach). Poprzez ciężary zainteresował się raczkująca wtedy w Polsce kulturystyką. Uczestnik pierwszego w Polsce konkursu kulturystycznego w 1958 roku w Poznaniu. W latach 1960–1970 trener warszawskiego ogniska TKKF „Syrenka” – jednego z najstarszych klubów kulturystycznych w Polsce. Od początku lat 60. członek najpierw Komisji Kulturystyki PZPC, a następnie (1960–1982) członek Prezydium Centralnej Komisji Kulturystyki ZG TKKF. Jako dziennikarz był członkiem redakcji Sportu dla Wszystkich, Przeglądu Sportowego, Rekreacji Fizycznej, Wiadomości Sportowych. Na łamach tych pism i wielu innych publikował materiały o kulturystyce, głównie o treningu. Jego artykuły poświęcone tej dyscyplinie zamieszczały specjalistyczne periodyki takie jak: Atleta, Magazyn Kulturystyczny Jacek, Kulturystyczny Album Foto, Siła, Sprawność, Piękno. Niekiedy swoje teksty podpisywał jako Henryk Kula (np. w Atlecie). Autor 30 książek, o tematyce sportowej, z których większość dotyczyła kulturystyki. Uhonorowany srebrnym medalem Międzynarodowej Federacji Kulturystyki – IFBB (w 1983). Zgodnie ze swoją wolą został pochowany w rodzinnym grobowcu w Konstantynowie.

## Życie osobiste
Był żonaty (Krystyna). Ojciec trzech synów: Marka, Marcina i Mikołaja.

## Wybrane publikacje
- Boks, Warszawa 1966.
- Gimnastyka, Warszawa 1966.
- Bądź silny i sprawny
- Poradnik metodyczny instruktora kulturystyki, Warszawa 1967.
- Kulturystyka. Poradnik metodyczny, Warszawa 1981.
- Podnoszenie ciężarów. Kariera i rady Waldemara Baszanowskiego, Warszawa 1980.
- Kulturystyczne ABC, Rzeszów 1983.
- Współczesny Herkules, Warszawa 1984.
- Sprawnym lżej, Warszawa 1984.
- Narciarstwo zjazdowe. Zjazd-skręt-rytm, Warszawa 1985.
- ABC – sport dla wszystkich (wespół), Warszawa 1988.
- Ciało: seks, uroda, sport (wespół), Warszawa 1989.
- Tajemnice ciała. Kulturystyka dla wszystkich, Warszawa 1991.
- Życie bez lekarza, Warszawa 1991.
- Być kobietą sympatyczną, zgrabną, piękną, Warszawa 1992.
- Magia ciała. Historia polskiej kulturystyki 1957-1994, Warszawa 1995.
- Leksykon sportu dla wszystkich, Warszawa 2000.